# 昭和薬品
昭和薬品株式会社（しょうわやくひん）は、愛知県名古屋市名東区本郷2-173-2に本社を置く、医薬品・医療機器・医療用検査試薬・介護用品・健康食品・一般用医薬品等の卸売販売をおこなう企業であった。1948年に医学博士（岐阜薬専、名古屋大学卒）の横井公が設立。現在の「アルフレッサホールディングス」の源流である。創業者横井公の息子の横井太が昭和薬品とアルフレッサホールディングスの社長を歴任した。
中部地区（愛知・静岡・三重・岐阜）では売上高2位。ドラッグ部門として「昭和ドラッグ」を展開。

## 概要
- 設立 : 昭和23年3月30日
- 資本金 : 9700万円
- 代表者 : 横井太（代表取締役社長）

### 大株主
- ショーワ社員持株会　25.5%
- 株式会社フルヘルス　7.4%
- 横井太　6.0%
- 有限会社ジャクコ　5.6%
- 横井亀　5.6%
- 三共　4.5%
- 東海銀行　3.4%
- 横井朗　2.9%
- 中外製薬　2.0%

## 沿革
- 明治29年3月創業者　横井亀吉　生誕
- 大正7年5月 名古屋市千種区今池に「ヨコヰ薬局」を設立
- 昭和23年3月 横井公が「ヨコヰ薬局・卸部門」を資本金19万5000万円で「昭和薬品株式会社」に商号変更
- 昭和39年4月 小売および製造部門を分離し「昭和新薬株式会社（後の昭和薬品化工）」を設立
- 昭和31年7月「三重支店」開設
- 昭和32年10月「日本商事・医薬品販売名古屋代理店契約」・「日研化学（現・興和創薬）」と取引契約
- 昭和32年11月「岡崎支店」開設
- 昭和33年10月「伊勢支店」開設
- 昭和36年8月「ヒシヤ薬局・卸部門」を継承
- 昭和37年2月「豊橋出張所」開設
- 昭和37年4月「沼津支店」開設
- 昭和37年7月「協和薬品・卸部門」を継承
- 昭和39年4月「三共（現・第一三共）」「中外製薬」「第一製薬（現・第一三共）」「萬有製薬」「台糖ファイザー（現・ファイザー）」「興和新薬（現・興和創薬）」から出資を受ける
- 昭和39年10月「静岡支店」開設
- 昭和42年4月「半田出張所」開設
- 昭和43年3月「四日市支店」開設
- 昭和43年11月「富士出張所」開設
- 昭和44年8月「松阪出張所」開設
- 昭和44年8月「石渕薬品合資会社」を吸収合併
- 昭和48年9月「浜松支店」開設
- 昭和49年6月「早川薬局・卸部門」継承
- 昭和49年10月　出張所をすべて支店に昇格
- 昭和50年4月「大垣支店」開設
- 昭和50年10月「王子薬品株式会社」を吸収合併
  - 「岐阜中」・「多治見」・「高山」に昭和薬品・王子営業所として発足
- 昭和52年3月「藤枝支店」開設
- 昭和53年10月「知立支店」開設
- 昭和55年7月「横地薬品株式会社」を吸収合併（小野薬薬品と取引開始・大日本製薬（現・大日本住友製薬）は取引拒否）
- 昭和57年10月「名古屋北支店」開設
- 昭和59年3月「豊橋支店」開設
- 昭和59年10月「三友産業株式会社」の営業権を継承
- 昭和61年6月「鈴鹿支店」開設
- 平成元年1月　東海地区15社によりJM-NET協議会発足（中北薬品・栢屋薬品（現・平成薬品）・サンアイ（現・シーエス薬品）・中薬（現・シーエス薬品）・安藤薬業公司（現・スズケン）・白石医薬興業・日建産業（現・アルフレッサ日建産業）・三重薬品（現・平成薬品）・船橋薬品（現・東邦薬品）・小林大薬房・小林薬業（現・平成薬品）・豊田薬品（現・シーエス薬品）・張堪（現・中北薬品）・丸一薬品（現・中北薬品））
- 平成元年「清水支店」開設
- 平成2年1月「SUNET協議会」発足（日本商事（現・アルフレッサ）・モロオ・小田島・マルタケ・福神（現・アルフレッサ）・成和産業・九薬（現・翔薬））
- 平成7年「メデカル・フーヅ・ジャパン」設立（モロオ・ニチエー（現・バイタルネット）・東邦薬品・協進（現・ケーエスケー）・シンエー（現・ケーエスケー）・神原薬業（現・四国アルフレッサ）・エイワ（現・アスティス）・成和産業・九薬（現・翔薬））
- 平成7年「AZWELLクラブ」発足
- 平成8年3月「東京営業所」開設
- 平成9年3月　愛知・岐阜・静岡地区に介護ショップ設立
- 平成9年10月「アポプラスステーション東海株式会社」設立
- 平成10年3月「日本商事株式会社」と合併を発表
- 平成10年10月 「日本商事株式会社」と合併し「株式会社アズウェル」に商号変更

## 営業所
- 愛知県:名古屋市・岡崎市・豊橋市・半田市・一宮市
- 岐阜県:岐阜市・大垣市・多治見市・高山市・美濃加茂市
- 静岡県:静岡市・沼津市・富士市・浜松市・藤枝市
- 三重県:津市・四日市市・桑名市・伊勢市・松阪市・尾鷲市
- 東京都

## 主な取引メーカー
- 三共
- 中外製薬
- 第一製薬
- 山之内製薬
- ファイザー
- 明治製菓